# LES 3
LES 3 (Lincoln Experimental Satellite 3) – amerykański eksperymentalny sztuczny satelita służący do badania propagacji fal radiowych. Kolejny z serii ośmiu statków LES. Eksperymenty z jego udziałem polegały na emitowaniu fal radiowych, które były odbierane przez odbiorniki, zamontowane na przystosowanych do tego samolotach.. Mimo że nie osiągnął zaplanowanej orbity geostacjonarnej z powodu awarii członu Transtage, pomyślnie badał charakterystyki rozchodzenia się emitowanych fal radiowych.